# Dalanistes ahmedi
Il dalanista (Dalanistes ahmedi) è un cetaceo estinto appartenente agli archeoceti. Visse nell'Eocene medio (circa 46 - 40 milioni di anni fa) e i suoi resti fossili sono stati ritrovati in India e in Pakistan.

## Descrizione
Questo animale era il più grande rappresentante dei remingtonocetidi, un gruppo di cetacei arcaici dal cranio molto allungato. Come gli altri remingtonocetidi, Dalanistes era dotato di un muso lungo e sottile, occhi piccoli, un collo allungato, zampe posteriori robuste e una coda appiattita dorsoventralmente. Gli elementi vertebrali del sacro erano fusi saldamente e formavano una superficie articolare ben sviluppata per la pelvi. L'ilio era robusto e lungo, e vi era un grande acetabolo simile a quello di Remingtonocetus. Il femore possedeva una testa sferica, un condilo mediale molto più grande di quello laterale e un solco patellare poco profondo. Nel loro complesso, queste caratteristiche suggeriscono che le zampe posteriori di Dalanistes fossero ben sviluppate.
Dalanistes era molto simile a Remingtonocetus, ma circa il 20% più grande e poteva raggiungere un peso compreso tra 574 e 750 kg.
Oltre a ciò, erano presenti altre differenze: le narici esterne erano poste più anteriormente, la cresta sagittale era molto più alta, il rostro aveva un'angolatura di circa 20° verso il basso, rispetto all'asse principale della scatola cranica, la sinfisi mandibolare era relativamente aperta (e finiva all'altezza del terzo premolare inferiore e i canali mandibolari non si univano nella sinfisi. La morfologia della mandibola è inoltre differente da quella di Andrewsiphius e di Kutchicetus.

## Classificazione

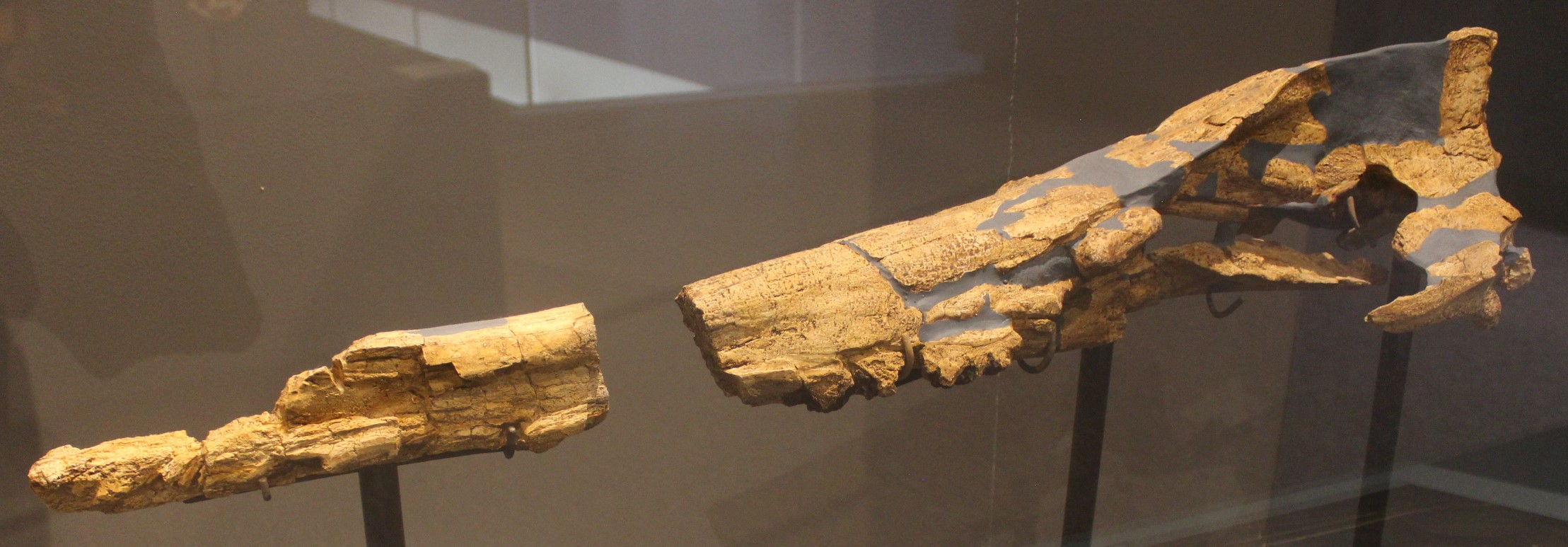
Cranio di Dalanistes ahmedi

Dalanistes venne descritto per la prima volta nel 1995, sulla base di fossili ritrovati in Pakistan. È considerato un rappresentante basale dei remingtonocetidi, un gruppo di cetacei arcaici dall'insolito cranio allungato. Alcune caratteristiche avvicinano Dalanistes al genere Remingtonocetus, mentre altre lo avvicinano ad Ambulocetus, un cetaceo più primitivo e antico. A causa della sua combinazione di adattamenti terrestri e anfibi, Dalanistes sembrerebbe essere stato una forma intermedia fra questi due gruppi. Le evidenze isotopiche suggeriscono che avesse una dieta marina.

## Significato del nome
Il nome generico Dalanistes deriva da "Dalana" e dal suffisso "-istes", con allusione al nome greco platanistes, usato per definire il delfino di fiume dell'Asia meridionale (platanista), dal cranio vagamente simile. Sia il nome del genere che quello della specie si riferiscono a posti vicini alla località dove è stato rinvenuto l'olotipo, Dalana Nala e Basti Ahmed.